# Clavicembalo a tre manuali di Hieronymus Albrecht Hass
Il clavicembalo a tre manuali è uno strumento musicale costruito dal cembalaro tedesco Hieronymus Albrecht Hass.

## Storia
Il clavicembalo a tre manuali venne realizzato da Hieronymus Albrecht Hass, un artigiano di Amburgo famoso per i suoi strumenti particolarmente complessi ed elaborati, nel 1740. Il destinatario dell'opera non è noto, ma è probabile che si tratti della principessa Maria Barbara di Braganza, buona clavicembalista, figlia del re Giovanni V del Portogallo e allieva di Domenico Scarlatti.
Lo strumento apparve in Francia prima del 1900 come parte della collezione privata di Edgar Costil ed è recensito nel catalogo dell'esposizione universale, che si tenne quell'anno a Parigi. L'impressione suscitata da questo clavicembalo su Wanda Landowska, che lo vide durante l'esposizione, la spronò a commissionarne uno (ma a soli due manuali) alla ditta Pleyel. Nel 1923 il clavicembalo a tre manuali di Hass entrò a far parte della collezione di Marcel Solomon, un antiquario specializzato in strumenti musicali antichi. All'interno della cassa, infatti, è presente il timbro Au berceau Royal, che contraddistingueva il suo negozio.
A partire dagli anni sessanta divenne proprietà del clavicembalista colombiano Rafael Puyana, che ne fu in possesso fino alla morte, avvenuta il 1º marzo 2013. Il Musée de la Musique-Cité de la Musique di Parigi tentò di acquistarlo a partire dal 2006, ma i fondi raccolti mediante sottoscrizione non furono mai sufficienti. Dopo la scomparsa di Puyana, i suoi eredi lo affidarono alla casa d'aste Rémy Le Fur & Associés di Parigi, che, il 25 marzo 2014, lo propose a un prezzo stimato fra 1 200 000 e 1 500 000 euro. Le offerte, tuttavia, non raggiunsero il prezzo minimo di 1 200 000 euro e lo strumento restò invenduto.

## Caratteristiche tecniche
Il clavicembalo a tre manuali di Hieronymus Albrecht Hass è l'unico strumento storico esistente a disporre, fin dalla sua origine, di tre tastiere dotate di 60 tasti ciascuna. Lungo quasi tre metri, ha sei file di salterelli e due tavole armoniche. I registri sono sei: uno da 16', due da 8', uno da 4', uno da 2' e uno nasale da 8'. L'aggiunta del registro da 16', molto raro, era una sperimentazione per cercare di avvicinare il clavicembalo all'estensione dell'organo. Il registro da 2', del tutto estraneo alla tradizione cembalistica tedesca, serviva per schiarire il timbro di quello da 16'.
Si tratta, con ogni probabilità, del clavicembalo più complesso mai realizzato. L'estensione dei manuali, di cinque ottave (Fa0-Fa5, senza il Fa♯0), lo rende il più antico clavicembalo amburghese con tale estensione. La disposizione fonica è la seguente:
| Manuale superiore             |
| 8' (registro di liuto nasale) |
| 8'                            |

| Manuale mediano |
| 8'              |
| 4'              |

| Manuale inferiore           |
| 16' (con registro di liuto) |
| 2' (a partire dal Do1)      |

Il meccanismo di accoppiamento dei manuali è a cassetto: il manuale mediano può essere accoppiato con quello inferiore e il manuale superiore può essere accoppiato con quello mediano. La cassa è decorata con cineserie e falsa tartaruga e presenta l'iscrizione: «Hieronymus Albr. Hass Hamb. anno 1740».
I manuali e i loro alloggiamenti sono realizzati in legno pregiato, avorio e madreperla, mentre l'interno del coperchio è dipinto con una scena ambientata in un giardino in cui il cembalaro, insieme a una divinità, presenta il clavicembalo a una nobildonna, la cui identità era un tempo attribuita a Caterina II di Russia.
Studi più recenti, invece, la identificano con Maria Barbara di Braganza, allieva del clavicembalista Domenico Scarlatti. Il luogo raffigurato, inoltre, sarebbe il giardino della reggia di Aranjuez così come appariva nel XVIII secolo. Il sostegno è costituito da sette piedi cinti da traverse tondeggianti, decorate in continuità con la cassa.